# ما کولی هستیم
| بررسی انتقادی                     | بررسی انتقادی |
| منبع                              | رتبه‌بندی      |
| --------------------------------- | ------------- |
| AllMusic                          | [ ۱ ]         |
| The Encyclopedia of Popular Music | [ ۲ ]         |

ما کولی هستیم (اسپانیایی: Somos Gitanos‎) دهمین آلبوم استودیویی گروه جیپسی کینگز است که در اکتبر ۲۰۰۱ منتشر شده‌است. این آلبوم در ایالات متحده، مکزیک و ژاپن منتشر شده‌است.

## لیست آهنگ
| نسخهٔ آمریکایی | نسخهٔ آمریکایی                                  | نسخهٔ آمریکایی |
| شماره         | نام                                            | مدت           |
| ------------- | ---------------------------------------------- | ------------- |
| ۱.            | «ما کولی هستیم»                                | ۳:۴۰          |
| ۲.            | «ماخی‌وی»                                       | ۴:۲۹          |
| ۳.            | «فاندانگوی من»                                 | ۴:۵۳          |
| ۴.            | «همچون سکوت»                                   | ۴:۴۹          |
| ۵.            | «قطب‌نما را برایم بیاور»                        | ۳:۳۱          |
| ۶.            | «روزگار شاد»                                   | ۳:۳۴          |
| ۷.            | «اندک اندک»                                    | ۳:۱۰          |
| ۸.            | «جادوی آهنگ»                                   | ۴:۰۴          |
| ۹.            | «به‌دنبال آزادی هستم»                           | ۴:۰۹          |
| ۱۰.           | «به‌دنبال راهی هستم»                            | ۴:۱۴          |
| ۱۱.           | «از هرجایی نوای فلامینگو شنیده می‌شود» (بی‌کلام) | ۴:۰۴          |
| ۱۲.           | «فقط، فقط می‌خواهم بگویم»                       | ۳:۵۳          |

| نسخه مکزیکی | نسخه مکزیکی                                    | نسخه مکزیکی |
| شماره       | نام                                            | مدت         |
| ----------- | ---------------------------------------------- | ----------- |
| ۱.          | «ما کولی هستیم»                                | ۳:۴۰        |
| ۲.          | «جادوی آهنگ»                                   | ۴:۰۴        |
| ۳.          | «به‌دنبال آزادی هستم»                           | ۴:۰۹        |
| ۴.          | «اندک اندک»                                    | ۳:۱۰        |
| ۵.          | «قطب‌نما را برایم بیاور»                        | ۳:۳۱        |
| ۶.          | «روزگار شاد»                                   | ۳:۳۴        |
| ۷.          | «فقط، فقط می‌خواهم بگویم»                       | ۳:۵۳        |
| ۸.          | «ماخی‌وی»                                       | ۴:۲۹        |
| ۹.          | «همچون سکوت»                                   | ۴:۴۹        |
| ۱۰.         | «به‌دنبال راهی هستم»                            | ۴:۱۴        |
| ۱۱.         | «از هرجایی نوای فلامینگو شنیده می‌شود» (بی‌کلام) | ۴:۰۴        |
| ۱۲.         | «فاندانگوی من»                                 | ۴:۵۳        |
| ۱۳.         | «یک عشق»                                       | ۳:۴۴        |

| نسخهٔ ژاپنی | نسخهٔ ژاپنی                                     | نسخهٔ ژاپنی |
| شماره      | نام                                            | مدت        |
| ---------- | ---------------------------------------------- | ---------- |
| ۱.         | «ما کولی هستیم»                                | ۳:۴۰       |
| ۲.         | «جادوی آهنگ»                                   | ۴:۰۴       |
| ۳.         | «به‌دنبال آزادی هستم»                           | ۴:۰۹       |
| ۴.         | «اندک اندک»                                    | ۳:۱۰       |
| ۵.         | «قطب‌نما را برایم بیاور»                        | ۳:۳۱       |
| ۶.         | «روزگار شاد»                                   | ۳:۳۴       |
| ۷.         | «فقط، فقط می‌خواهم بگویم»                       | ۳:۵۳       |
| ۸.         | «ماخی‌وی»                                       | ۴:۲۹       |
| ۹.         | «همچون سکوت»                                   | ۴:۴۹       |
| ۱۰.        | «به‌دنبال راهی هستم»                            | ۴:۱۴       |
| ۱۱.        | «از هرجایی نوای فلامینگو شنیده می‌شود» (بی‌کلام) | ۴:۰۴       |
| ۱۲.        | «فاندانگوی من»                                 | ۴:۵۳       |
| ۱۳.        | «یک عشق»                                       | ۳:۴۴       |
| ۱۴.        | «الهام»                                        | ۳:۴۱       |
| ۱۵.        | «پرواز»                                        | ۳:۳۸       |

## پرسنل
- نیکلا ریس - خواننده
- آندره ریس - صدای پشت صحنه، گیتار ریتم
- کانوت ریس -صدای پشت صحنه، گیتار ریتم
- پاتاکی ریس - صدای پشت صحنه، گیتار ریتم
- تونینو بالیاردو - گیتار
- پاکو بالیاردو - گیتار ریتم
- پل «پابلو» ریس - گیتار ریتم
- ژرار پروست - تنظیم، تولید،
- رافائل ژونین - تسلط
- کلود مارتینز - تولید